# Tetracordo de todos los intervalos

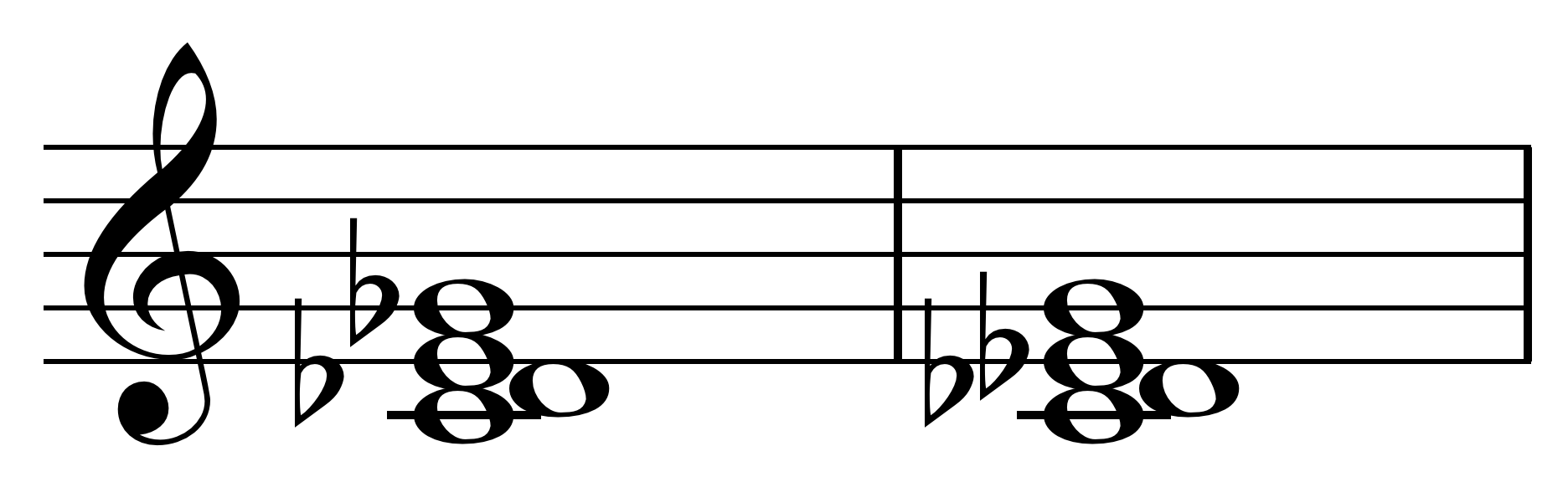
All-interval tetrachords.

Un Tetracordo de todos los intervalos es un Tetracordo, una colección de cuatro clases de tono, que contienen las seis clases de intervalo. Sólo hay dos posibles tetracordos de todos los intervalos (dentro de la inversión), cuando se expresan en forma prima. En notación de teoría de conjuntos, estos son [0,1,4,6] (4-Z15) y [0,1,3,7] (4-Z29). Sus inversiones son [0,2,5,6] (4-Z15b) y [0,4,6,7] (4-Z29b). El vector de intervalo para todos los tetracordos de intervalo es [1,1,1,1,1,1].

## Tabla de clases de intervalos en relación con tetracordos de todos los intervalos

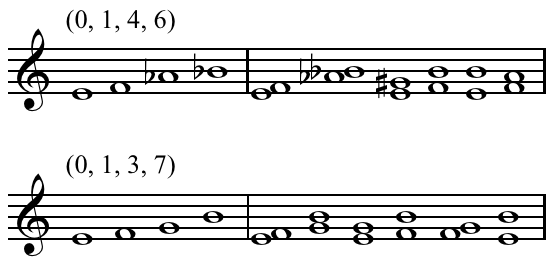
All-interval tetrachord dyads.

4-Z15

En los siguientes ejemplos, los tetracordos [0,1,4,6] y [0,1,3,7] se construyen sobre E.
| ic | notes of [0,1,4,6] built on E | diatonic counterparts            |
| -- | ----------------------------- | -------------------------------- |
| 1  | E to F                        | minor 2nd and major 7th          |
| 2  | A♭ to B♭                      | major 2nd and minor 7th          |
| 3  | F to A♭                       | minor 3rd and major 6th          |
| 4  | E to G♯                       | major 3rd and minor 6th          |
| 5  | F to B♭                       | perfect 4th and perfect 5th      |
| 6  | E to B♭                       | augmented 4th and diminished 5th |

| ic | notes of [0,1,3,7] built on E | diatonic counterparts            |
| -- | ----------------------------- | -------------------------------- |
| 1  | E to F                        | minor 2nd and major 7th          |
| 2  | F to G                        | major 2nd and minor 7th          |
| 3  | E to G                        | minor 3rd and major 6th          |
| 4  | G to B                        | major 3rd and minor 6th          |
| 5  | E to B                        | perfect 4th and perfect 5th      |
| 6  | F to B                        | augmented 4th and diminished 5th |

## Uso en la música moderna
Las cualidades únicas del tetracordo de todos los intervalos lo han hecho muy popular en la música del siglo XX. Compositores como Frank Bridge, Elliott Carter (First String Quartet) y George Perle lo utilizaron ampliamente.[cita requerida]